# Нинхаген (Округ Целе)
Нинхаген (њем. Nienhagen) град је у њемачкој савезној држави Доња Саксонија. Једно је од 24 општинска средишта округа Целе. Према процјени из 2010. у граду је живјело 6.279 становника. Посједује регионалну шифру (AGS) 3351018.

## Географски и демографски подаци
Нинхаген се налази у савезној држави Доња Саксонија у округу Целе. Град се налази на надморској висини од 41 метра. Површина општине износи 17,6 km². У самом граду је, према процјени из 2010. године, живјело 6.279 становника. Просјечна густина становништва износи 357 становника/km².

## Међународна сарадња
| Мјесто     | Држава               | Врста сарадње | Од    |
| ---------- | -------------------- | ------------- | ----- |
| Сенли Грин | Уједињено Краљевство | партнерство   | 1992. |
| Извор      |                      |               |       |